# HMS Milford (L51)
«Мілфорд» (англ. HMS Milford (L51)) — військовий корабель, шлюп типу «Шоргам» Королівського військово-морського флоту Великої Британії за часів Другої світової війни.

## Історія створення
Шлюп «Мілфорд» був закладений 14 вересня 1931 року на верфі військово-морської бази у Девонпорті. Спущений на воду 11 червня 1932 року, вступив у стрій 22 грудня того ж року.

## Історія служби
Після вступу у стрій шлюп «Мілфорд» ніс службу на Африканській станції. У січні-травні 1939 року пройшов ремонт в Саймонстауні, під час якого неуніверсальну 102-мм гармату замінили універсальною такого ж калібру, а також встановили зчетверений 12,7-мм кулемет.
З початком Другої світової війни «Мілфорд» був перебазований до Фрітауна. У вересні 1940 року брав участь в Сенегальській операції. У листопаді того ж року під час Габонської операції потопив французький підводний човен «Понселе».
Надалі «Мілфорд» супроводжував конвої у Південній Атлантиці. У серпні 1943 року повернувся до Великої Британії, де пройшов ремонт. Був включений до складу 40-ї ескортної групи, яка супроводжувала конвої між Британією та Гібралтаром. У зв'язку зі зношеністю машин та механізмів у грудні того ж року поставлений на прикол. У 1944 році пройшов ремонт і включений до складу 10-ї флотилії підводних човнів, де використовувався як корабель-мішень. З грудня 1945 року - у складі 7-ї флотилії підводних човнів.
У 1946 році корабель виключений зі складу флоту, зданий на злам у 1949 році.